# Ноль-Пікет
Ноль-Піке́т (рос. Ноль-Пикет) — селище у складі Асінівського району Томської області, Росія. Входить до складу Батуринського сільського поселення.
Стара назва — Нольовий Пакет.

## Населення
Населення — 124 особи (2010; 188 у 2002).
Національний склад (станом на 2002 рік):
- росіяни — 94 %